# انتشارات خورشید سیاه
انتشارات خورشید سیاه (انگلیسی: Black Sun Press) یک مؤسسه انتشاراتی زبان انگلیسی است که در سال ۱۹۲۷ در فرانسه تأسیس شد. هری کرازبی و همسرش کاریس کرازبی که از مهاجران آمریکایی به فرانسه بودند پایه‌گذار این بنگاه نشر می‌باشند، در شروع کار، آثار بسیاری از نویسندگان مدرن از جمله هارت کرین، دی اچ لارنس، آرچیبالد مک‌لیش، ارنست همینگوی، لورنس استرن را منتشر کرد. کرازبی و همسرش مقادیر بسیار کمی کتاب به شیوهٔ کاملاً انحصاری چاپ می‌کردند چرا که اعتقاد به دقت در تولید داشتند همچنین به کیفیت کاغذ چاپ شده اهمیت بسیار زیادی می‌دادند، در طول دههٔ ۱۹۲۰ تا ۱۹۳۰، پاریس در تقاطع بسیاری از نویسندگان آمریکایی بود که قصد خروج از آنجا را داشتند و در مجموع به عنوان نسل گمشده از آنها یاد می‌شد، کرازبی معمولاً دست به انتشار آثار از قبل شناخته شده می‌زد از جمله‌های قصه‌های جیمز جویس مثل سام و شام، همچنین در سال ۱۹۲۹ اولین کتاب کوتاه خود را منتشر کردند، پس از مرگ هری در یک پیمان و تعهد خودکشی، همسر وی کاریس کار مطبوعاتی و نشر را تا سال ۱۹۴۰ ادامه داد